# Karen Mossberger

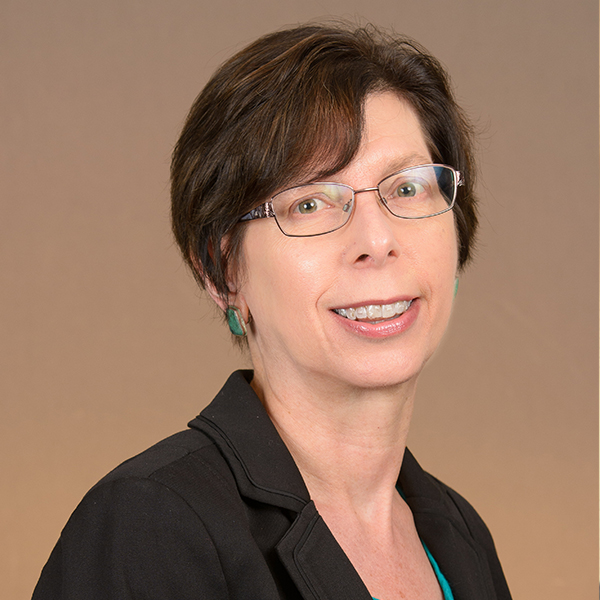
Karen Mossberger, vor 2017

Karen Mossberger (* 15. Dezember 1954 in Detroit) ist eine US-amerikanische Politikwissenschaftlerin und Professorin an der Arizona State University. Sie forscht insbesondere zum gesellschaftspolitischen Einfluss der Digitalisierung.
Mossberger machte alle akademischen Abschlüsse im Fach Politikwissenschaft und an der Wayne State University in Detroit: Bachelor 1991, Master 1992, Ph.D. 1996. An der Kent State University war sie anschließend erst (von 1997 bis 2003) Assistant Professor, dann Associate Professor (2003 bis 2005). Darauf folgte die Tätigkeit als Associate Professor (2005 bis 2009) und als Full Professor (2005 bis 2013) an der University of Illinois at Chicago. Dann wechselte sie als Hochschullehrerin an die Arizona State University.

## Schriften (Auswahl)
- mit Caroline J. Tolbert und Scott J. LaCombe: Choosing the future. Technology and opportunity in communities. Oxford University Press, New York 2021, ISBN 9780197585764.
- mit Caroline J. Tolbert und William Franko: Digital cities. The internet and the geography of opportunity. Oxford University Press, New York 2013, ISBN 9780199812936.
- Mit Caroline J. Tolbert und Ramona S. McNeal: Digital citizenship. The internet, society, and participation. MIT Press, Cambridge (Mass.) 2008, ISBN 9780262134859.
- mit Caroline J. Tolbert und Mary Stansbury: Virtual inequality. Beyond the digital divide. Georgetown University Press, Washington D.C. 2003, ISBN 0878409998.
- The politics of ideas and the spread of enterprise zones. Georgetown University Press, Washington D.C. 2000, ISBN 0878408002.